# دهه ۱۶۲۰ (پیش از میلاد)
دهه ۱۶۲۰ (پیش از میلاد) صد و شصت و دومین دهه قبل از مبدا شروع تقویم میلادی است.